# Grant Park
Grant Park – wieś w Stanach Zjednoczonych, w stanie Illinois, w hrabstwie Kankakee.